# Моніка Аранго
Моніка Аранго (ісп. Mónica Arango; нар. 5 червня 1992, Медельїн, Колумбія) — колумбійська синхронна плавчиня.
Учасниця Олімпійських Ігор 2016, 2020 років.